# 憩室炎
憩室炎（diverticulitis）是大腸腸壁上憩室病發炎的消化道疾病。症狀多半會是下腹部突然疼痛，不過疼痛也可能持續幾天。在北美及歐洲的憩室炎疼痛多半會在左下腹部，而亞洲多半會在右腹部。也可能會有恶心、腹瀉或是便秘的症狀，若是發燒或便血，可能有併發症。憩室炎也可能會復發。
憩室炎的成因還未確認，風險因素可能包括肥胖、缺乏運動、吸菸、家族病史、非類固醇消炎止痛藥（NSAIDs），而膳食纖維是否造成影響還不清楚。在大腸中形成囊袋但沒有發炎症狀，稱為憩室病（diverticulosis），有10%-25%的機率會因細菌感染而發炎，通常透過斷層掃描診斷，或也輔助以驗血、結腸鏡檢查或大腸鋇劑灌腸造影。需要與大腸激躁症作鑑別診斷。
預防方式包括調整風險因素（不運動、肥胖及吸烟），美沙拉嗪和利福昔明可用於預防憩室病患者的發作。歷史上曾建議避免食用堅果和種子來預防憩室炎，但發現食用這些食物與憩室炎之間沒有任何關聯，而不再作為飲食建議。輕度憩室炎建議口服抗生素和流質飲食。嚴重病例則建議靜脈注射抗生素、住院和全腸外營養，並且禁食。益生菌使用效果尚未明確。併發症如膿瘍、瘺管和結腸穿孔可能需要進行手術。
此疾病在西方世界很常見，但在非洲和亞洲不常見。在西方世界大約35％的人患有憩室病，而受影響的農村非洲人不到1%，罹患憩室病的人其中4％至15％可能繼續發展成憩室炎。此疾病隨著年齡的增長變得更加頻繁，在50歲以上的人中尤為常見。憩室炎在世界各地也變得越來越普遍。2003年在歐洲，憩室炎導致大約13,000人死亡，是結腸最常見的解剖疾病。截至2013年，美國每年與憩室病有關的醫療成本約為24億美元
。

## 外部連結
- Diverticulosis and Diverticulitis at NIDDK
- （页面存档备份，存于） at Mayo Clinic
- Staging of Acute Diverticulitis[] online calc